# 脊髄性進行性筋萎縮症
脊髄性進行性筋萎縮症（せきずいせいしんこうせいきんいしゅくしょう）とは、脊髄性筋萎縮症の別称。
国の難病対策の一つである難治性疾患克服研究事業では、脊髄性進行性筋萎縮症という名称にてその対象疾患に名を連ねている。
ただし脊髄性進行性筋萎縮症は、脊髄性筋萎縮症の別称だという整理のほか、脊髄性筋萎縮症とは違って筋萎縮性側索硬化症の一類型だという主張や、あるいは成人発症型の脊髄性筋萎縮症4型を脊髄性進行性筋萎縮症とする分類方法もあり、その定義や範囲についての医学的な整理が望まれる。